# Пригородное сообщение в Сочи
Со́чинские эле́ктропоезда — один из самых быстрых видов городского общественного транспорта города Сочи и его агломерации. Электропоезда пригородно-городского сообщения выполняют рейсы между главными вокзалами Сочи (Сочи и Адлером), аэропортом, а также близлежащими городами и посёлками.

## Описание

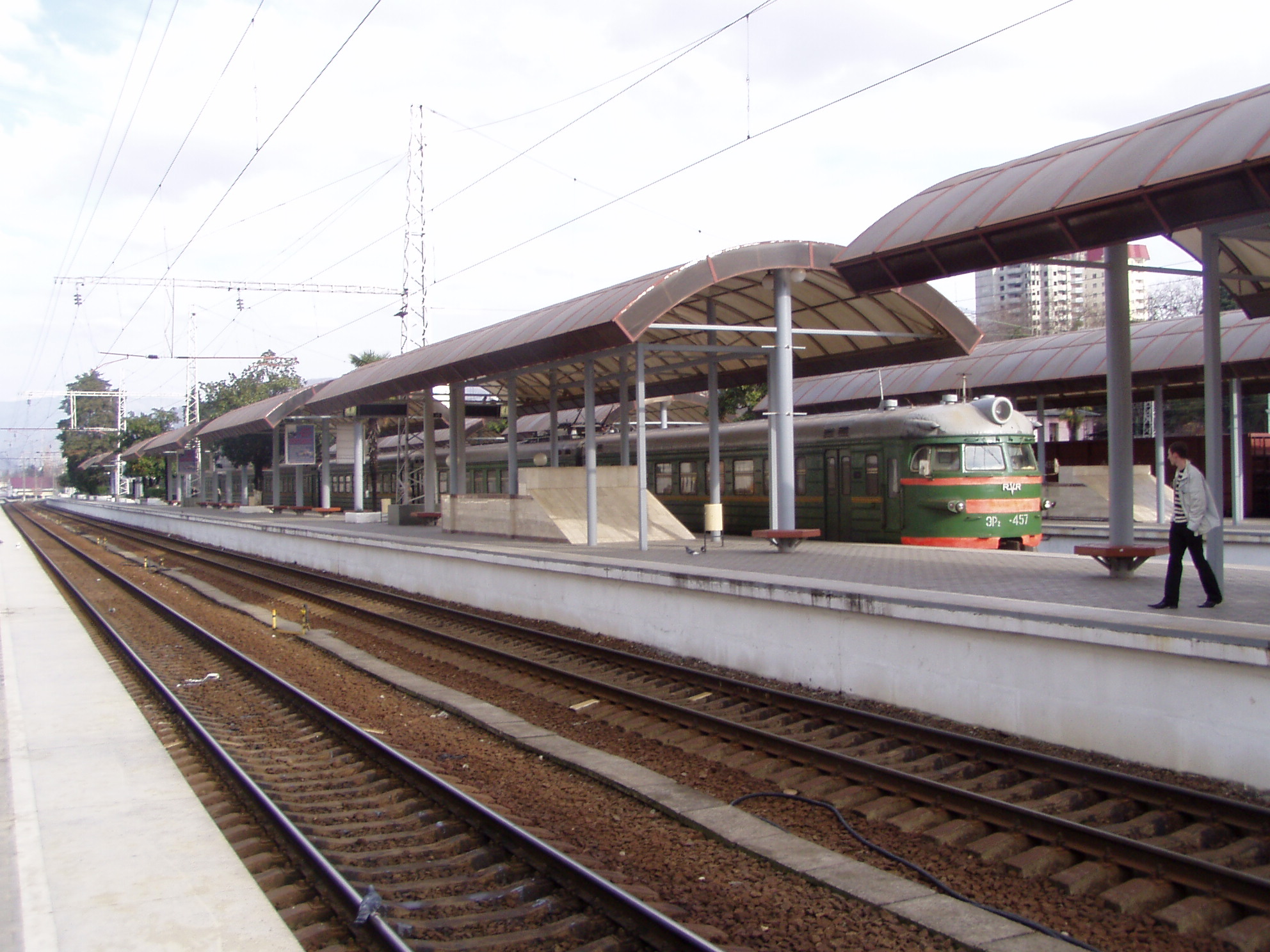
Пригородный электропоезд ЭР2 возле платформы станции «Сочи» (2007 год)

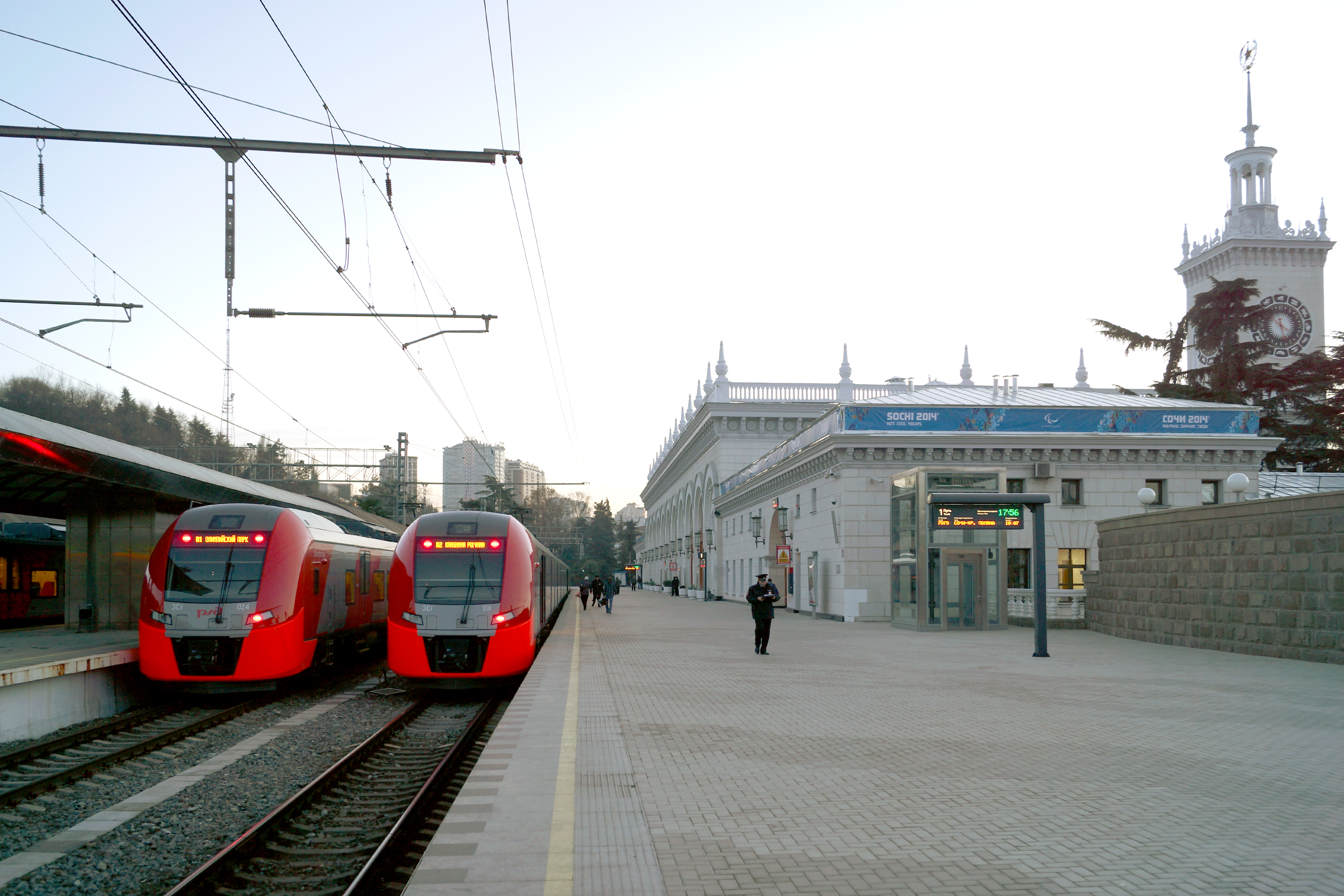
Электропоезда «Ласточка» на путях станции «Сочи» (2013 год)

Магистраль, электрифицированная постоянным током, соединяет все 4 административных района города-курорта Сочи одной линией длиной 105 км (11 пригородных тарифных зон) с ответвлениями на аэропорт «Сочи» и Красную Поляну. На большей протяжённости она является двухпутной, к 2013 году линию от Туапсе до Адлера планировалось сделать двухпутной полностью. На данный момент работы продолжаются, сроки перенесены на 2025 год.
На территории Большого Сочи находится 22 действующих остановочных пункта (ещё 4 — в границах Туапсинского района — Весна, Гизель-Дере, Южный, Дедеркой), 4 недействующих — Военпром, Стадион, Ахун, Кудепста и 15 станций (ещё 2 — в границах Туапсинского района — Туапсе-Пассажирская и Шепси), на 5 из них (Адлер, Сочи, Хоста, Лоо, Лазаревская) останавливаются все поезда (за исключением фирменного 101/102-го поезда, который проходит Лоо и Хосту без остановок).
Расстояние от Сочи до Туапсе электропоезд преодолевает в среднем за 2—2,5 часа.

## Маршруты
- Туапсе↔Имеретинский курорт
- Сочи↔Роза Хутор
- Туапсе↔Аэропорт «Сочи»
- Лазаревская↔Аэропорт «Сочи»
- Сочи↔Аэропорт «Сочи»
- Роза Хутор↔Аэропорт «Сочи»
- Имеретинский курорт↔Роза Хутор
- Имеретинский курорт↔Краснодар (экспресс)
- Адлер↔Майкоп (экспресс)
- Адлер↔Весёлое↔Гагра (Республика Абхазия)
- Адлер↔Сухум (Республика Абхазия)

По состоянию на 1 декабря 2016 года. В стадии разработки заявлен маршрут Сочи—Минеральные Воды.

### Приостановленные и отменённые маршруты
- Сочи↔Туапсе (с 20 марта 2014 года сообщение приостановлено)
- Аэропорт «Сочи»↔Дагомыс (действовал с 1 июня по 22 сентября 2014 года)
- Аэропорт «Сочи»↔Лоо (действовал с 1 июня по 22 сентября 2014 года)
- Адлер↔Туапсе (действовал до начала 2014 года)
- Адлер↔Сухум (Республика Абхазия) (был повторно запущен 25 декабря 2002 года, на начало 2014 года сообщение приостановлено)
- Туапсе↔Роза Хутор (до 22 сентября 2014 года — 1 пара, затем сообщение приостановлено)
- Сочи↔Олимпийский Парк (до 25 октября 2014 года — 6 пар, затем сообщение приостановлено)
- Адлер↔Роза Хутор (до 1 декабря 2014 года — 6 пар, затем сообщение приостановлено)
- Аэропорт «Сочи»↔Лоо (до 25 октября 2014 года — 6 пар, затем сообщение приостановлено)
- Роза Хутор↔Ростов-на-Дону (действовал по отдельным дням с 24 декабря 2015 года по 21 апреля 2016 года)[3]

### Восстановленные маршруты
- Аэропорт «Сочи»↔Сочи (аэроэкспресс, действовал по 19 декабря 2014 года[4], восстановлен с 30 июня 2015 года)
- Аэропорт «Сочи»↔Лазаревская (действовал с 20 марта по 1 июня 2014 года, восстановлен с 30 июня 2015 года)
- Имеретинский курорт↔Роза Хутор (действовал на время олимпиады до 20 марта 2014 года, восстановлен с июня 2016 года как чартерный рейс)[5]
- Адлер↔Майкоп (экспресс) (по состоянию на начало 2014 года маршрут электропоезда сокращён до отрезка Туапсе—Майкоп, с 20 мая 2015 года восстановлен[6])
- Сочи↔Горячий Ключ↔Краснодар (экспресс) (с 24 января по 23 февраля 2014 года был отменён с введением согласованных электропоездов Краснодар—Горячий Ключ, Горячий Ключ—Туапсе, Туапсе—Сочи, с 1 по 20 марта электропоезд от Сочи до Горячего Ключа выполнял один рейс в сутки, затем был снова отменён, с 1 августа 2014 года восстановлен как беспересадочный маршрут Адлер↔Краснодар[7][8].)
- Адлер↔Гагра (Республика Абхазия)[9] (был повторно запущен 28 июня 2010 года, обслуживался пассажирской компанией «Дон-пригород», на начало 2014 года сообщение приостанавливалось, с 20 июня 2015 года восстановлен[10][11])

## Стоимость проезда
После завершения Олимпийских игр и окончании курортного сезона 2014 года ОАО «РЖД» выпустила пресс-релиз, в котором объявила о «поэтапной оптимизации графика движения пригородных поездов „Ласточка“», заключающейся в отмене части электропоездов. В документе отмечено, что с «20 марта 2014 года перевозка пассажиров электропоездами Ласточка» в пригородном сообщении на сочинском полигоне осуществлялась на основании гарантийного письма администрации Краснодарского края. За этот период накопившиеся убытки ОАО «РЖД» в результате регулирования тарифов составили более 1 млрд рублей.
В результате «оптимизации» с «22 сентября было исключено 13 поездов Ласточка» (или 6,5 пар), а с 25 октября — 33 поезда «Ласточка» (или 16,5 пар), с 1 декабря 2014 года — ещё 12 поездов «Ласточка» (6 пар поездов). В пресс-релизе отмечено, что в случае, если позиция Краснодарского края по вопросу исполнения финансовых обязательств перед ОАО «РЖД» останется неизменной и с 20 декабря 2014 года компания планирует полностью прекратить перевозки электропоездами в Сочи.
В середине декабря между департаментом транспорта Краснодарского края и дирекцией скоростного сообщения был заключён договор, по которому с «20 декабря 2014 года по 4 апреля 2015 года включительно перевозки поездами Ласточка» продолжатся с увеличением цены проезда. При этом в апреле на пригородные маршруты планировалось вернуть «Кубань Экспресс-Пригород» с электропоездами ЭД4М (значительно более дешёвыми в эксплуатации). На направлении на Красную Поляну оставляют составы «Ласточек». В соответствии с договором, с 29 декабря 2014 года цена на проезд в электропоездах возросла в 3 раза — до 50 рублей за зону, а в рабочем движении остались 6 пар одинарных пятивагонных составов в направлении Олимпийский Парк—Туапсе и 6 пар одинарных пятивагонных составов в направлении Роза Хутор—Сочи. На конец 2014 года общая задолженность администрации Краснодарского края перед ОАО «РЖД» составила 1,3 млрд рублей.
С 1 апреля 2015 года цена на проезд в «Ласточках» снижена до 17 рублей за одну зону (10 км) в соответствии с приказом департамента цен и тарифов Краснодарского края. Снижение цен обеспечено только до 1 июля 2015 года. Перевозчиком остаётся дирекция скоростного сообщения ОАО «РЖД».
С 1 января 2016 года в соответствии с приказом Региональной энергетической комиссии Департамента цен и тарифов Краснодарского края установлены новые тарифы: 24 рубля за одну зону на участке Туапсе—Адлер и 70 рублей за одну зону на участках Адлер—Аэропорт, Адлер—Роза Хутор, Адлер—Имеретинский курорт (Олимпийский парк).
С 1 июня 2016 года на участке Туапсе—Адлер стоимость проезда составляет 28 рублей за одну зону и 70 рублей за одну зону на участках Адлер—Аэропорт, Адлер—Роза Хутор, Адлер—Имеретинский курорт (Олимпийский парк).
С 1 октября 2016 года пригородными перевозками по железной дороге в Сочи, как и на остальной территории Краснодарского края, занимается ОАО «Кубань Экспресс-Пригород». Стоимость проезда и подвижной состав остался прежним.
При этом стоимость поездки по маршруту Туапсе—Сочи составляет 224 рубля, Сочи—Адлер — 84 рубля, Адлер—Имеретинский курорт — 70 рублей, Адлер—Роза Хутор — 350 рублей, Адлер—Аэропорт «Сочи» — 70 рублей.

## Пассажиропоток
Минусом сочинских электропоездов является неудобное расписание, редко расположенные платформы в направлении Сочи—Роза Хутор. Эти обстоятельства усложняют ежедневные перевозки пассажиров (дом — работа — дом) между районами города, деловые, а также туристические поездки с горнолыжным оборудованием.
С 1 июня 2014 года по летнему расписанию на участке Сочи—Туапсе проходило 9 пар электропоездов (4 следовали со всеми остановками), на участке Сочи—Адлер — 30 пар (18 — со всеми остановками), на участке Адлер—Олимпийский Парк — 12 пар, на участке Адлер—Красная Поляна — 11 пар, на участке Адлер—Аэропорт «Сочи» — 17 пар, всего — 38 пар электропоездов (против 39, ходивших в период с 20 марта по 1 июня 2014 года). При этом стоимость проезда в электропоездах по сравнению с городскими автобусами была ниже примерно в два раза.
Всего за 2014 год электропоездами в Сочи были перевезены 13 млн пассажиров, в том числе в период проведения Олимпийских и Паралимпийских зимних игр — 4,76 млн пассажиров. Помимо «олимпийских» дат наибольшей популярностью городской железнодорожный транспорт в Сочи пользовался в летние месяцы: в июле были перевезены 1,24 млн пассажиров, а в августе — 1,34 млн. Во время новогодних праздников 2014—2015 годов на Сочинском полигоне Северо-Кавказской железной дороги электропоезда «Ласточка» перевезли 147,8 тыс. пассажиров, а в целом за январь 2015 года — свыше 250 тыс. пассажиров.
С 30 июня 2015 года на участке Сочи—Туапсе проходит 9 пар электропоездов, на участке Сочи—Адлер — 18 пар электропоездов, на участке Адлер—Роза Хутор — 8 пар, на участке Адлер—Олимпийский Парк — 6 пар (без учёта электропоезда Адлер—Гагра).
Летом 2016 года на участке Сочи—Туапсе интенсивность пригородного сообщения снизилась до 7 пар электропоездов. При этом с 7 мая по 30 сентября в связи с увеличением пассажиропотока на участке Имеретинский курорт—Туапсе поезда «Ласточка» курсируют сдвоенными составами — в 10 вагонов.

## Аэроэкспресс
Железнодорожная линия аэроэкспресса от станции Адлер до новой станции Аэропорт у аэропорта «Сочи» в Адлерском районе Сочи длиной 2,8 км проходит в районе плотной городской застройки и пересекает возвышенность. Для преодоления неровностей земной поверхности построено 2 тоннеля (164 м и 368 м) и 3 эстакады (общей длиной 750 м), а также мост через реку Большая Херота (44 м). Линия рассчитана на перевозку более 86 тыс. человек в сутки, или 60 % всех авиапассажиров, направляющихся на объекты Олимпиады.
Доставка пассажиров осуществлялась скоростными электропоездами повышенной комфортности «Ласточка» и электропоездами ЭД4М компании «Аэроэкспресс» 11 раз в сутки (с 15 января 2014 года — 17 раз в сутки). Во время проведения Олимпийских игр движение по графику согласовывалось с движением воздушных судов.
Стоимость проезда в вагонах бизнес-класса электропоезда ЭД4М на момент открытия составляла 350 рублей, в стандартном классе — 200 рублей, поездка в пригородных вагонах между Сочи и Адлером — 50 рублей. 1 ноября 2013 года были опубликованы «олимпийские» тарифы, в соответствии с которыми на маршруте Сочи—аэропорт «Сочи», протяжённостью 26 км, стоимость проезда составляла 56 рублей. Длительность поездки от станции Сочи до аэропорта — 45 минут. Кроме Сочи и Адлера электропоезд ранее останавливался на станциях Хоста и Мацеста.
Согласно планам РЖД, начало пробного движения аэроэкспрессов было запланировано на декабрь 2011 года. Фактический запуск состоялся 15 февраля 2012 года.
За 9,5 месяцев аэроэкспрессы, курсирующие между аэропортом и центром Сочи и выполняющие по пять рейсов в день, перевезли 133 тысяч пассажиров. По подсчётам компании «Аэроэкспресс», в 2013 году убыток от работы в Сочи может составить до 150 млн рублей. Администрация Краснодарского края отказалась субсидировать эти перевозки, и 1 мая 2013 года «Аэроэкспресс» отказался от проекта в Сочи. В Москве и Казани «Аэроэкспресс» курсирует между железнодорожными вокзалами и аэропортами без остановок, в Сочи и Владивостоке он также охватывает отдельные железнодорожные станции, выполняя роль обычной электрички. Пригород занимает 60 % всех перевозок оператора в «Сочи, поэтому изначально предполагалось, что так же, как и пригородным пассажирским компаниям, региональные власти будут компенсировать Аэроэкспрессу» расходы. За 2012 год власти Краснодарского края задолжали компании 100 млн руб.
С 1 мая 2013 года вместо поездов «Аэроэкспресса» в «Сочи используются поезда Ласточка», а перевозками занимается Южная дирекция скоростного сообщения ОАО «РЖД». При этом «Аэроэкспресс» продолжает работать в регионе по агентскому договору с ОАО «РЖД» — отвечает за продажу билетов и предоставляет свой персонал.
С июля 2013 года поезда «Ласточка» начали курсировать по новому расписанию: 2 состава выполняют по 10 рейсов в каждую сторону.
С ноября 2013 года на «Ласточке» из аэропорта можно добраться до Сочи начиная с 7 утра и заканчивая 23 часами 40 минутами.
С 13 января 2014 по 20 марта 2014 года остановки аэроэкспресса на станциях Хоста и Мацеста были отменены.
С 20 марта 2014 года до платформы Аэропорт «Сочи» можно было доехать от станции Туапсе.
С декабря 2014 года движение по ветке приостановлено.
Электропоезда до станций Сочи, Роза Хутор, Лазаревская и Туапсе вновь запущены с 30 июня 2015 года.

## Ветка Адлер—Красная Поляна

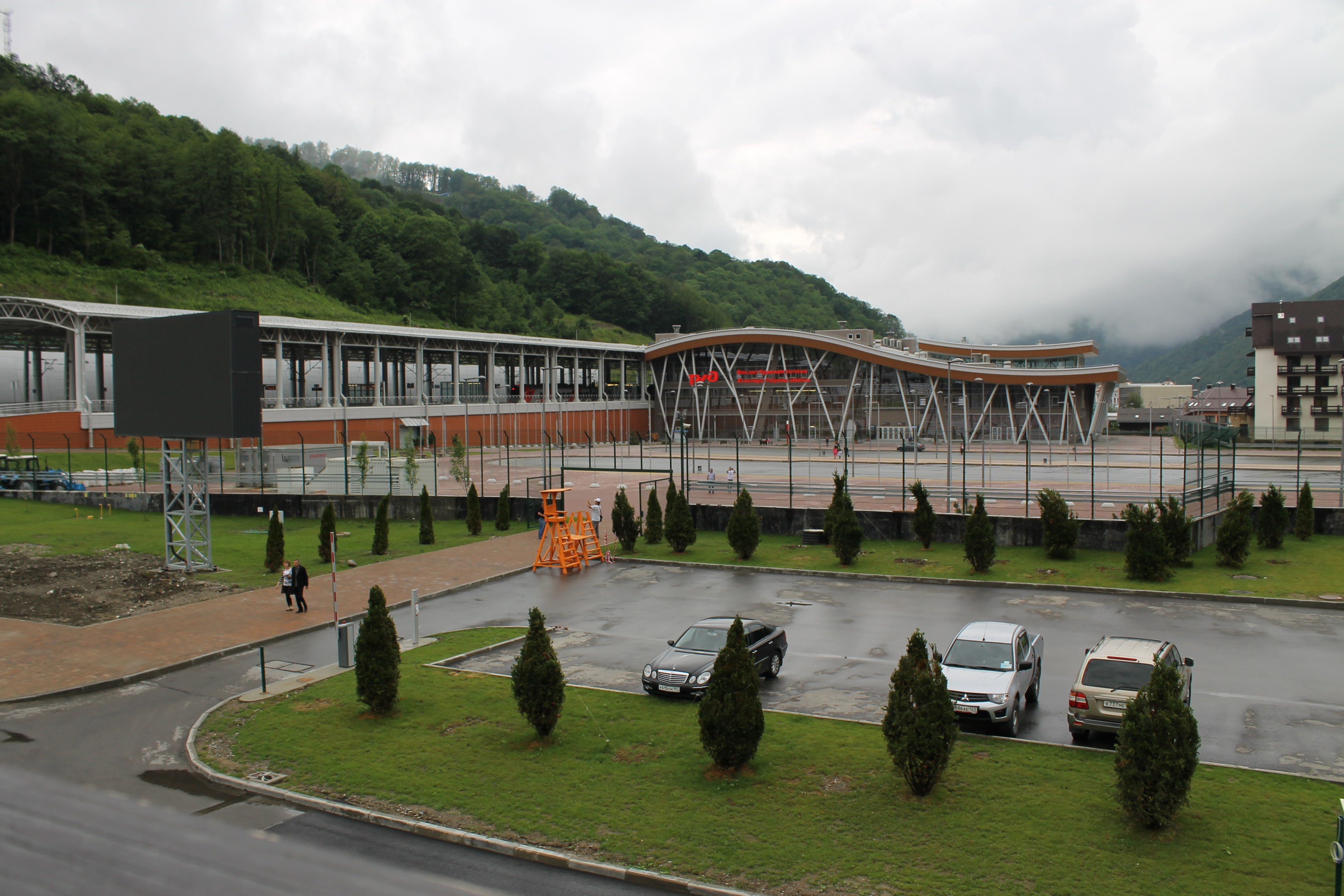
Вокзал станции «Роза-хутор»

Железнодорожная линия от станции Адлер до посёлка Эсто-Садок проходит в Адлерском районе Сочи по существующей и вновь сооружённой железным дорогам, затем — вдоль реки Мзымты и соединяет Олимпийский парк в Нижне-Имеретинской долине, посёлок Адлер, олимпийские объекты и горную олимпийскую деревню в Красной Поляне и Грушевой Поляне.
Автомобильно-железнодорожная трасса является самым сложным инфраструктурным объектом Олимпиады и имеет пропускную способность до 8,5 тысяч пассажиров в час по железной дороге и до 11,5 тысяч в час по автодороге. В рамках проекта построено 48 км электрифицированной однопутной железной дороги с двухпутными вставками и тремя новыми станциями: Красная Поляна (прежнее наименование станции — Эсто-Садок), Роза Хутор (прежнее наименование станции — Красная Поляна) и Олимпийский парк; 46,5 км автомобильной дороги II и III третьей категории с многоуровневой транспортной развязкой с федеральной автодорогой М-27 на ПК0 и 5 развязками с мостами через реку Мзымта, соединяющими проектируемую автодорогу с действующей дорогой А-148. Сооружены 6 тоннельных комплексов общей длиной 26,5 км (железнодорожные — 10,3 км, автомобильные — 6,7 км, штольни — 9,5 км) и 35 км мостов и эстакад, 5 автодорожных развязок с существующей автодорогами (М-27 и А-148)..
В отличие от основной магистрали, ветка электрифицирована на переменном токе, поэтому на ней возможна эксплуатация лишь двухсистемных электропоездов.
Первый состав с пассажирами, которыми стали участники международного железнодорожного форума «1520» и журналисты крупнейших российских и зарубежных изданий, прошёл по ветке 29 мая 2013 года.
Регулярное пассажирское сообщение на линии началось 1 ноября 2013 года. В день были назначены 22 пары поездов. Стоимость проезда составляла 14 рублей за 10 пассажиро-километров (взрослый билет), 7 рублей — льготный билет (для граждан региональных льготных категорий, студентов и школьников), 3 рубля 50 копеек — детский билет. Стоимость провоза животных, велосипедов и багажа осуществляется по тарифу «Ручная кладь» — 50 рублей в пределах всех установленных зон. Таким образом по маршруту Сочи—Роза Хутор длиной 71,2 км можно проехать за 112 рублей, время в пути — от 1 часа 16 минут до 1 часа 30 минут; расстояние между Сочи и Олимпийским парком составляет 30,7 км, стоимость проезда — 56 рублей; маршрут Сочи—аэропорт «Сочи» — 26 км, стоимость проезда — 56 рублей; Олимпийский Парк—Роза Хутор — 46,1 км, проезд — 70 рублей.
На первом этапе было запущено 30 % рейсов, с января их количество увеличили до 50 %, а во время Олимпиады осуществлялось 4 рейса в час в каждую сторону.
После начала горнолыжного сезона 2013-2014 года на Красной Поляне и при проведении соревнований по хоккею на кубок Первого канала и фигурному катанию в Олимпийском парке велась эксплуатация сдвоенных электропоездов «Ласточка», соединённых по системе многих единиц[значимость факта?].

## История скоростного и пригородного движения
Пассажирское движение на Черноморской железной дороге, частью которой являлся участок Туапсе—Сочи, началось 14 октября 1919 года с открытия временного движения на перегоне Лоо—Дагомыс—Сочи, в 1925 году была построена Мацестинская железнодорожная ветка, движение на участке Сочи—Адлер открылось в 1927 году.
В 1927 году из Сочи ходили 2 пары поездов в день до Туапсе, 4 — до Адлера и 3 — по маршруту Хоста—Мацеста.
Бурное развитие пригородное движение получило со становлением Сочи как курорта.

Ванные поезда
На пригородной железнодорожной линии между Сочи, Новой и Старой Мацестой курсируют ежедневно ванные поезда.
По пути из Сочи в Старую Мацесту и обратно поезда делают остановки на Верещагинке, Бзугу, разъезде Раздольном (против санатория им. Ворошилова), «X лет Октября», разъезде Мацеста и у ванного здания Новой Мацесты.

В течение суток поезда совершают 15 рейсов. До 3 часов дня поезда отходят через каждые 40 минут. С 3 часов до конца дня — через каждый час. В первый рейс из Сочи на Мацесту поезда отходят в 6 часов 20 минут утра, в последний рейс — в 7 часов 59 минут вечера. Из Мацесты в Сочи первый поезд прибывает в 7 часов 47 минут утра, последний в 7 часов 48 минут вечера. — «Курортная газета» №36,  14 февраля 1939 года
В конце 1945 — начале 1946 годов в СССР поступили 10 трёхвагонных дизель-поездов серии ДП (№ ДП-1 — ДП-10) завода Ганц-МАВАГ. Поезда изначально были изготовлены в 1940 году для Аргентины, но в 1945 году было решено направить их Советскому Союзу в счёт репараций. Составы состояли из головных моторных и прицепного вагонов. В одном из вагонов располагались почта, кухня, буфет, салон на 44 места (с расположением 2+2), туалет и умывальник. У другого моторного вагона за машинным отделением были багажное отделение, тамбур, четыре купе на 6 мягких мест и туалет. В прицепном вагоне между двумя тамбурами помещались пассажирский салон на 40 мягких мест, туалет и салон на 48 мягких мест. Общее число пассажирских мест — 156. Максимальная скорость составляла 120 км/ч. Эти поезда курсировали по линиям Тбилиси—Сочи, Минеральные Воды—Сочи, затем — Тбилиси—Баку, Батуми—Ереван с 1946 по 1949 годы, но не пользовались популярностью у пассажиров. В начале 1950 года по ускоренному маршруту Москва—Сочи были пущены шестивагонные составы ДП-0 со спальными местами.
В 1956 году был электрифицирован участок Весёлое—Сочи, протяжённостью 34 км, в 1958 году закончились работы по монтажу контактной сети на 84-километровом участке Туапсе—Сочи. Пассажиропоток на дороге с каждым годом возрастал. Помимо поездов дальнего следования, были пущены пригородные электропоезда. С 1959 года в Туапсе поставлялись электросекции СР3. Во второй половине 1960-х годах в депо Туапсе начали поступать модификации электропоездов ЭР2. Рост объёмов движения требовал приступить к строительству вторых путей (изначально железная дорога была однопутной на всём своём протяжении), но этому препятствовали сложные природные условия — ограниченность пространства, изобилие скальных участков и тоннелей. В результате вторые пути появились лишь на некоторых перегонах между Туапсе и Адлером.
В 1980-е годы от Сухуми до Сочи курсировало 5 пар пригородных электропоездов, от Туапсе до Сочи — также 5 пар, одна пара в сутки доходила от Туапсе до Адлера.
14 августа 1992 года пассажирское сообщение с Абхазией из-за войны было прервано и возобновилось лишь 25 декабря 2002 года, когда по мосту через реку Псоу прошёл электропоезд Сухум—Сочи. 10 сентября 2004 года на юг от Адлера отправился поезд дальнего следования, состоявший из нескольких вагонов беспересадочного сообщения Сухум—Москва (от Адлера до Москвы эти вагоны шли в составе скорого поезда № 75/76). В настоящее время железнодорожное сообщение с Абхазией носит регулярный характер.
С 16 сентября 2010 года на территории Краснодарского края железнодорожные пассажирские перевозки в пригородном сообщении осуществляет региональная компания «Кубань Экспресс-Пригород», созданная в рамках сотрудничества между администрацией Краснодарского края и ОАО «РЖД». По соглашению, 49 % акций компании принадлежат ОАО «РЖД», контрольный пакет — 51 % — у администрации края.
30 июня 2011 года открыто ежедневное сообщение по маршруту Адлер—Сухум.
15 февраля 2012 года открылась линия к аэропорту Адлер, находящаяся в управлении ООО «Аэроэкспресс». С 1 мая 2013 года обслуживание ветки осуществляется Южной дирекцией скоростного сообщения.
С 2012 года электропоезда, ходившие на участке Туапсе—Сочи с 1960-х годов, постепенно заменяются новыми ЭД4М (к зиме 2013 года с завода поставлено 11 составов 10 и 11-вагонной составности) и переводятся в запас Восточно-Сибирской железной дороги.
В 2013 году в преддверии Олимпийских игр в Адлерском вагонном депо был построен цех по обслуживанию электропоездов «Ласточка», поставлены из Германии пять электропоездов этого типа. В том же году 1 ноября в эксплуатацию запущена ветка Адлер—Красная Поляна, три новые станции — Красная Поляна, Эсто-Садок и Олимпийский Парк, 28 октября принял пассажиров обновлённый адлерский вокзал. На начало 2014 года количество «Ласточек», построенных для обслуживания Олимпиады, достигло в Адлерском вагонном депо 38.
После Олимпиады на участке Туапсе—Адлер используются исключительно электропоезда «Ласточка».
1 августа 2014 года эти двухсистемные электропоезда связали Адлер с административным центром края — городом Краснодаром, с 20 мая 2015 года восстановлен прямой маршрут Адлер—Майкоп. Весной 2015 года электропоезд, предназначенный специально для туристов-горнолыжников, в течение трёх недель по выходным ходил по экспериментальному маршруту Краснодар—Роза Хутор. С 20 июня 2015 года восстановлено прямое сообщение с городом Гагра (Республика Абхазия). С 24 декабря 2015 года по 21 апреля 2016 года электропоезда для туристов ходили по маршруту Роза Хутор—Ростов-на-Дону.

## Транспортное обеспечение Олимпийских и Паралимпийских игр
По условиям Международного Олимпийского комитета, связь между площадками проведения соревнований должна обеспечиваться автомобильным и железнодорожным транспортом. Для выполнения этих требований между прибрежным и горным кластерами была построена совмещённая автомобильно-железнодорожная трасса Адлер—"Альпика-Сервис". Для определения подвижного состава 2 февраля 2009 года был проведён открытый конкурс на право заключения договора на разработку и поставку 54 электропоездов для Юга России, в том числе для Олимпиады в Сочи. По техническому заданию, электропоезда должны быть рассчитаны на максимальную эксплуатационную скорость 160 км/ч, работать на постоянном и переменном токе со сроком службы 40 лет или 7 млн километров пробега с даты поставки. Вместимость поезда — до 1000 человек, внутренняя планировка должна обеспечивать высокий уровень комфорта для пассажиров, в том числе для людей с ограниченными физическими возможностями.
Победителем конкурса был объявлен канадский концерн Bombardier с поездом Spacium. Состав был представлен 7 февраля 2009 года на заводе в Крепене на севере Франции. Подобные составы под названием Francilien были пущены в конце 2009 года в качестве пригородных поездов региона Иль-де-Франс.
Однако, 30 июля 2009 года был подписан контракт на поставку поездов Desiro с фирмой Siemens, которая предложила «значительно отличающуюся в сторону уменьшения сумму». 38 пятивагонных составов, названных «Ласточка» (Desiro RUS по немецкой спецификации), построены в Германии, поставлены в Россию и переданы в Сочи на время Олимпийских игр. Поставка этих электропоездов обошлась ОАО «РЖД» в 410 млн евро. В России локализованное производство электропоездов «Ласточка» осуществляется с 2014 года на мощностях ООО «Уральские локомотивы» в городе Верхняя Пышма (Свердловская область).
В 2013 году для эксплуатации непосредственно в Сочи было поставлено 5 составов, ещё 33 состава на время проведения игр были перегнаны из Санкт-Петербурга.
С 24 января 2014 года до 23 февраля 2014 года частоту следования составов на участке Сочи—Туапсе увеличили до 26 пар в сутки (большая часть — с сокращённым количеством остановок), на участках Сочи—Красная Поляна, Красная Поляна—Олимпийский Парк и Сочи—Олимпийский Парк к началу Олимпиады частоту следования увеличили до 4 рейсов в час (до 70 пар в сутки) в каждом направлении. Перевозку пассажиров в дополнение к электропоездам «Ласточка» обеспечили и 8 электропоездов повышенной комфортности ЭД4М. Согласно графику движения пригородных электропоездов ежесуточно осуществлялось по 413 рейсов, обеспечивая перевозку около 7 тысяч пассажиров в час.
По факту 6 февраля отправлено около 104 тысяч пассажиров, 7 февраля, в день открытия Олимпийских игр, — около 121 тысячи пассажиров, 8 февраля — около 132 тысяч пассажиров, 9 февраля — около 174 тысячи пассажиров: пропорциональный рост объёмов перевозок пассажиров связан с ростом количества соревнований в горном и прибрежном кластерах.
В день открытия XXII Зимних Олимпийских игр в сообщении со станции Олимпийский парк прибывало и отправлялось 198 пригородных электропоездов, что на 6 поездов больше, чем планировалось по графику (в графике — 192 поезда). Увеличение поездов вызвано большим пассажиропотоком. Только за короткий промежуток времени после церемонии открытия Олимпийских игр (около 1,5 часов) пригородными поездами воспользовались около 34 тысяч пассажиров-участников и гостей Олимпиады. Пригородные поезда курсировали с интервалом в 6 минут. Наибольшее количество пассажиров за весь период зимних Олимпийских игр — 311 тысяч 625 человек — пригородные поезда перевезли 18 февраля.
Всего за период XXII Зимних Олимпийских игр с 7 по 23 февраля 2014 года пригородными электропоездами ОАО «РЖД» по «олимпийским» маршрутам в Сочи перевезено около 3 миллионов 518 тысяч пассажиров или в среднем в сутки — 207 тысяч пассажиров.
Для обслуживания участников, болельщиков и гостей XI Паралимпийских зимних игр 2014 года с 24 февраля по 19 марта 2014 года на олимпийских маршрутах Сочи пригородные поезда курсировали ежедневно в следующем режиме:
- на участке Адлер — Аэропорт «Сочи» ежедневно поезда совершали по 36 рейсов (при этом 24 февраля и в период с 6 по 19 марта 2014 года на этом направлении дополнительно были назначены 12 рейсов);
- на участке Сочи — Красная Поляна электропоезда совершали 75 рейсов;
- на участке Сочи — Олимпийский Парк — 81 рейс;
- на участке Олимпийский Парк — Красная Поляна — 14 рейсов[60].

При этом на маршруты вышло 27 поездов «Ласточка». Остальные составы отправлены по месту приписки в Санкт-Петербург.
За период проведения XI Паралимпийских зимних игр пригородными электропоездами ОАО «РЖД» в сочинском регионе перевезено почти 860 тысяч пассажиров (из них 3 642 — маломобильных), в среднем ежесуточно — около 86 тысяч пассажиров.
Пик пассажирских перевозок пришёлся на 7 и 16 марта 2014 года — дни открытия и закрытия XI Паралимпийских зимних игр «Сочи-2014» (7 марта — 110 800 пассажиров из которых 750 — маломобильных, 16 марта — более 134 тысяч человек).
В рамках графика движения пригородных электропоездов на период Паралимпийских игр на всех станциях и остановочных пунктах продолжительность остановок была увеличена для посадки-высадки людей с ограниченными физическими возможностями, относящихся к маломобильным группам населения.
С 6 по 23 февраля 2014 года ОАО «РЖД» в соответствии с решением Правительства РФ на сочинском полигоне на «олимпийских» маршрутах в период проведения XXII Олимпийских зимних игр 2014 года и с 7 по 16 марта 2014 года в период проведения XI Паралимпийских игр 2014 года пассажирам пригородных электропоездов был обеспечен бесплатный проезд.

## Депо и подвижной состав
На участке от Туапсе и далее на юг в сторону Сочи («сочинский полигон») используются 20 составов «Ласточка», приписаных к Южной дирекции скоростного сообщения. Они обслуживаются в Адлере, в специально созданном к олимпиаде депо.
Подвижной состав, обслуживающий ветки от Туапсе на Горячий Ключ и Белореченскую, приписан к депо Белореченская (ТЧ-29) Северо-Кавказской железной дороги (в 2009 году с переводом парка электропоезда переданы из Туапсинского локомотивного депо (ТЧ-16), но продолжают там частично базироваться) и состоит из вагонов, произведённых Демиховским машиностроительным заводом (ЭД4М — 1 десятивагонный состав 2012 года выпуска и 10 одиннадцативагонных составов, построенных в 2013 году по заказу ОАО «РЖД», и 4 пятивагонных состава, построенных в 2011—2012 годах по заказу ООО «Аэроэкспресс»).
Перевозки электропоездами в сочинском регионе обеспечивает Южная дирекция скоростного сообщения ОАО «Российские железные дороги» по заказу ОАО «Кубань Экспресс-Пригород». С 1 ноября 2013 года по 1 октября 2016 года ОАО «РЖД» занималось перевозками без посредников.